# Kovács Endre Gergely
Kovács Endre Gergely (Egerbakta, 1927. november 6. – Eger, 2007. július 29.) magyar katolikus pap, ciszterci szerzetes, egri segédpüspök.

## Pályafutása
Középiskolai tanulmányait Egerben végezte a ciszterciek által vezetett Szent Bernát Gimnáziumban Kádár László Gáborral és Keszthelyi Ferenccel együtt (szintén későbbi ciszterci szerzetesek és püspökök), ahol a cserkészcsapatnak is mindhárman tagjai voltak. 1946-ban érettségizett, majd augusztus 29-én Zircen belépett a rendbe. 1950. augusztus 23-án tett ünnepélyes fogadalmat. Miután a rendet a kommunisták feloszlatták, egri főegyházmegyés lett, és tanulmányait a Központi Papnevelő Intézetben fejezte be. 1951. április 8-án szentelték pappá. 1953-ban teológiai doktorátust szerzett.
1952-től Miskolc-Martintelepen, majd 1958-tól Eger-főplébánián szolgált káplánként. 1960-tól 1980-ig az egri szeminárium teológiatanára, 1978-ig spirituálisa is. Eközben 1969–1970-ben és 1971 tavaszán a római Gregoriana Pápai Egyetemen diplomát szerzett a lelki élet teológiájából.

### Püspöki pályafutása
1975. január 7-én mediai címzetes püspökké egri segédpüspökké nevezték ki. Február 6-án szentelte püspökké Budapesten Ijjas József kalocsai érsek, Bánk József egri érsek és Lékai László veszprémi apostoli adminisztrátor segédletével.
1979-ben főszékesegyházi kanonokká nevezték ki. 1980-ban befejezte a tanítást, és Miskolc-Mindszent plébánosa lett. 1995-től Egerben érseki általános helynök, 1999-től az egri Szent Bernát lelkészség lelkésze volt. 1979-től 1996-ig a Magyar Katolikus Püspöki Konferencia ökumenikus bizottságának elnöke, 1990-től 1998-ig a Magyar Keresztény–Zsidó Tanács ügyvezető elnöke, illetve elnöke volt.
2003-ban vonult nyugállományba.